# سینت لئو (ویرجینیای غربی)
سینت لئو (به انگلیسی: Saint Leo) یک منطقهٔ مسکونی در ایالات متحده آمریکا است که در شهرستان مونونگالیا، ویرجینیای غربی واقع شده‌است. سینت لئو ۳۲۴٫۹۲ متر بالاتر از سطح دریا واقع شده‌است.